# Operation Rubikon

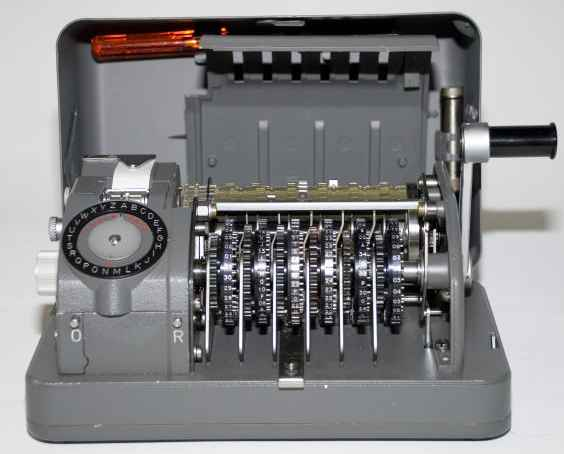
Die Hagelin CX-52

Die Operation Rubikon (bis in die späten 1980er Jahre Operation Thesaurus) war eine von 1970 bis 1993 bzw. 2018 andauernde geheime Operation des westdeutschen Bundesnachrichtendienstes (BND) und der amerikanischen Central Intelligence Agency (CIA) zur Fernmeldeaufklärung von verschlüsselter Regierungskommunikation anderer Länder. Dies gelang durch den Verkauf manipulierter Verschlüsselungstechnik (CX-52) der Schweizer Crypto AG, die sich ab dem 4. Juni 1970 insgeheim im Besitz und unter Einfluss der beiden Dienste befand. In einer Anfang 2020 geleakten, umfassenden historischen CIA-Darstellung der Operation wird diese als „intelligence coup of the century“ (dt. Geheimdienstcoup des Jahrhunderts) bezeichnet.

## Geschichte

Involvierte Länder:
Spionierende Länder
Mitwissende Länder
Abgehörte Länder und Organisationen

### BND, Siemens und Crypto AG
Die Ursprünge der Crypto AG gehen auf den schwedischen Ingenieur Arvid Damm zurück; das Unternehmen wurde 1948 in der Schweiz von dem Schweden Boris Hagelin gegründet. Die Crypto AG galt als einer der führenden Hersteller von Verschlüsselungstechnik. Das Unternehmen lieferte an rund 130 Staaten; von der Operation Rubikon sollen rund 100 Staaten betroffen sein.
Laut Washington Post nutzten unter anderem die Atommächte Indien und Pakistan sowie der Vatikan und etliche andere Länder, mehrheitlich aus dem globalen Süden, Geräte der Crypto AG. Jedoch konnten National Security Agency (NSA) und BND durch die manipulierten Geräte der Crypto AG auch die militärische und diplomatische Kommunikation verbündeter EU- bzw. NATO-Staaten wie Irland, Italien, Spanien, Portugal und der Türkei flächendeckend mitlesen. Nach Angaben des ZDF kam es darüber zwischen CIA und BND immer wieder zum Streit: Der deutsche Geheimdienst wollte nicht, dass Verbündete ausgespäht werden, die CIA hingegen wollte im Grunde jede Regierung ausspähen.
Der Vertrag über die Operation wurde auf deutscher Seite laut ZDF-Angaben vom damaligen Chef des Bundeskanzleramts und Bundesminister für besondere Aufgaben Horst Ehmke unterzeichnet. Insofern ist davon auszugehen, dass das Bundeskanzleramt als vorgesetzte Behörde über die Operation informiert war. Mit Beginn der Operationen von BND und CIA 1970 wurden die beiden Geheimdienste je zur Hälfte Eigentümer der Crypto AG. Innerhalb der Operation Rubikon erhielt die Crypto AG den Decknamen Minerva. Die Eigentümerstruktur wurde verschleiert. Sie kauften die Crypto AG, weil Boris Hagelin in Pension ging und sie kein Vertrauen in Hagelins Sohn Boris jr. hatten. Dieser war Verkaufsmanager für Nord- und Südamerika. Er starb im selben Jahr bei einem Autounfall. Sein Vater ließ die Unfallursache untersuchen und glaubte nicht an einen Unfall. Die Crypto AG profitierte nach außen von der Schweizer Neutralität und dem Bild der Integrität des Landes. Durch als sicher verkaufte, in Wahrheit aber manipulierte Verschlüsselungstechnik konnten so übermittelte Nachrichten durch die beteiligten Geheimdienste CIA, NSA und BND mitgelesen werden.
Die Münchner Siemens AG arbeitete eng mit der Crypto AG zusammen und stellte unter anderem die Fernschreiber für sie her. Siemens stellte 20 Jahre die Geschäftsführung der Crypto AG und war mit einem fünfprozentigen Anteil am Gewinn beteiligt. Siemens-Ingenieure entwickelten die Anwendungsgeräte mit.
Nach Berichten der Deutschen Welle (DW) teilten sich die beiden Eigentümer BND und CIA den Gewinn der Crypto AG, was im Jahr 1975 51 Millionen Schweizer Franken (ca. 48,6 Millionen Deutsche Mark; 2018 unter Berücksichtigung der Inflation umgerechnet 42,6 Millionen Euro) ausmachte. Laut DW sollen BND-Mitarbeiter der CIA ihren Anteil bei geheimen Treffen in Tiefgaragen in bar übergeben haben.
1992 wurde Hans Bühler, Schweizer Mitarbeiter der Crypto AG, im Iran festgesetzt. Nach neuneinhalb Monaten Haft kam er am 4. Januar 1993 gegen Zahlung von 1,4 Milliarden Rial Kaution (ca. 925.000 Euro bzw. 1,5 Millionen Schweizer Franken) frei, nachdem ursprünglich eine Million US-Dollar gefordert worden war. Der Betrag wurde vom deutschen BND bezahlt, Bühler jedoch kurz nach seiner Freilassung von seinem Arbeitgeber entlassen. Wie sich später herausstellte, hatte Bühler nichts von den manipulierten Geräten gewusst und begonnen, sich gegenüber Medien kritisch zu dem Vorgang zu äußern. Nach CIA-Darstellung handelte es sich bei der Hydra-Affäre, so der interne Codename der Geschehnisse um Bühler, um „the most serious security breach in the history of the program“ (dt. die schwerste Sicherheitslücke in der Geschichte des Programms).
1993 verkaufte der BND seine Anteile für 17 Millionen US-Dollar. Laut dem ehemaligen Kanzleramtsminister unter Helmut Kohl Bernd Schmidbauer entschloss sich das Kanzleramt zum Ausstieg aus der Operation, da die politischen Risiken nach der Festnahme Bühlers nun deutlich höher bewertet wurden. So wurde offenbar die Gefährdungslage für Deutschland nach dem Ende des Kalten Kriegs anders beurteilt als in den Vorjahren, und die Beziehungen der Staaten Europas verbesserten sich. Nach dem Rückzug der USA aus dem Unternehmen wurde die Crypto AG 2018 in zwei Unternehmen aufgespalten. Der neuen Geschäftsleitung lägen über die Aktivitäten vor 2018 keine Erkenntnisse vor, erklärte das Unternehmen auf Nachfrage.
Auf Seiten des BND spielte offenbar die Zentralstelle für das Chiffrierwesen (ZfCh) eine wichtige Rolle bei der Durchführung der Operation Rubikon. Offenbar wurden von dieser die geschwächten Verschlüsselungsalgorithmen bereitgestellt. Aus der ZfCh ging die Zentralstelle für Sicherheit in der Informationstechnik (ZSI) hervor, das spätere Bundesamt für Sicherheit in der Informationstechnik (BSI). Leiter der ZfCh war bis 1972, also nach Beginn der Operation, Erich Hüttenhain, später Otto Leiberich, welcher auch Gründungspräsident des BSI wurde.

### Entschlüsselung und geopolitische Bedeutung
Für die deutsche Bundesregierung empfing der BND den diplomatischen und militärischen Funkverkehr vieler Staaten, die mit Geräten der Crypto AG verschlüsselten. Der BND konnte diese Kommunikation dank manipulierter Verschlüsselungsverfahren flächendeckend mitlesen.
Den geleakten Dokumenten zufolge ließen sich zeitweise über 40 Prozent der gesamten maschinellen Entschlüsselung der NSA auf die Operation Rubikon zurückführen, die als „irreplaceable ressource“ (dt. unersetzliche Quelle) angesehen wurde. Für den BND war die Operation als Herzstück der Kooperation mit den Amerikanern noch wichtiger, da sie nach CIA-Angaben 90 Prozent der Berichte über diplomatische Vorgänge ausmachte. Dabei wurde die Schwäche der Algorithmen der exportierten Geräte der Crypto AG durch den BND laut Medienberichten auch noch weit über den Ausstieg aus der Operation im Jahr 1992 hinaus genutzt. Beispielsweise sollen um 2001 noch italienische Verkehre entziffert worden sein.
Die deutsche und die amerikanische Regierung waren über innen- und geopolitische Vorgänge in vielen Ländern wesentlich besser informiert, als bis zur Aufdeckung der Operation bekannt war. Dies warf anschließend Fragen zum Handeln oder Nichthandeln der beteiligten Akteure auf.

#### Putsch in Chile
Bei der US-Intervention in Chile stützten sich die USA auf entschlüsselten Nachrichtenverkehr der Regierung von Salvador Allende.

#### Verhandlungen zum Nahostkonflikt
Im Verlauf der Verhandlungen zum Camp-David-Abkommen 1978 konnte die NSA die Kommunikation der ägyptischen Seite mitlesen und kannte daher deren Verhandlungsposition. Das unter dem damaligen amerikanischen Präsidenten Jimmy Carter verhandelte Abkommen mündete 1979 im israelisch-ägyptischen Friedensvertrag.

#### Falklandkrieg
Während des Falklandkriegs 1982 zwischen Argentinien und dem Vereinigten Königreich konnte offenbar ein Großteil der verschlüsselten Kommunikation Argentiniens durch NSA und BND entziffert werden, da auch dort geschwächte Geräte der Crypto AG eingesetzt wurden. Die daraus gewonnenen Erkenntnisse wurden den Briten zur Verfügung gestellt.

#### US-Konflikt mit Libyen
Nach dem Anschlag auf die Berliner Diskothek La Belle im April 1986 hörten BND und NSA die Kommunikation der libyschen Botschaft in Ostberlin mit Tripolis ab. Der damalige amerikanische Präsident Ronald Reagan erklärte, er habe eindeutige Beweise, dass Diktator Muammar al-Gaddafi hinter der Operation stehe, und sein Land könne die gesamte libysche Kommunikation verfolgen. Die Offenlegung der eigenen Fähigkeiten wurde mit der notwendigen Rechtfertigung der amerikanischen Angriffe auf das Land in Verbindung gebracht (Operation El Dorado Canyon).

#### US-Invasion in Panama
1989 marschierten die USA in Panama ein (Operation Just Cause). Durch die Operation Rubikon wussten amerikanische Geheimdienste, dass sich der gesuchte Präsident Manuel Noriega in der vatikanischen Botschaft in Panama-Stadt aufhielt.

## Aufdeckung
1996 berichtete Der Spiegel erstmals, dass die Crypto AG bis Ende der 1980er Jahre manipulierte Chiffriergeräte vertrieben habe, und stellte die Zusammenhänge zu BND und CIA her. In seiner Ausgabe Nr. 36 unter dem Titel Wer ist der befugte Vierte? Geheimdienste unterwandern den Schutz von Verschlüsselungsgeräten widmete er deren Geschäftsgebaren einen Artikel.
Im Jahr 2000 wurde im Europaparlament ein Bericht zu SIGINT-Aktivitäten angelsächsischer Dienste im Rahmen von Echelon in Europa debattiert. In dem Bericht ist aufgeführt, dass die Crypto AG manipulierte Geräte vertreibt.
Die eigentliche Aufdeckung der Operation Rubikon geschah im Februar 2020 durch die gemeinsamen Recherchen von Schweizer Radio und Fernsehen, ZDF und Washington Post. Sie werteten ein 280 Seiten umfassendes Geheimdienstdossier aus, das belege, dass BND und CIA umfassend hinter der Crypto AG standen. Belegt sei dadurch, dass die Crypto AG im Rahmen der Operation an circa 130 Staaten manipulierte Geräte zur Verschlüsselung verkaufte. Die damit verschlüsselte Kommunikation konnte durch die Dienste problemlos mitgelesen werden. Auch in Österreich waren nach Angaben des Geheimdienstexperten Siegfried Beer solche Geräte im Einsatz.
Bernd Schmidbauer, Kanzleramtsminister unter Helmut Kohl, bestätigte 2020 gegenüber dem ZDF die Aktion Rubikon und behauptete, sie habe dazu beigetragen, dass die Welt ein wenig „sicherer und friedlicher“ sei.

## Kritik
Durch die jahrzehntelang andauernde Operation Rubikon hatten verschiedene bundesdeutsche und amerikanische Regierungen umfangreiche Detailkenntnisse über Menschenrechtsverletzungen weltweit. Die Streitkräfte Argentiniens nutzten während der argentinischen Militärdiktatur von 1976 bis 1983 die Technik der Crypto AG. Die Junta ließ tausende Regimekritiker aus Militärflugzeugen über dem Atlantik lebendig ins Meer werfen; rund 30.000 Menschen fielen der Diktatur insgesamt zum Opfer. Obwohl die Bundesregierung unter Helmut Schmidt durch die Abhörtechnik der Crypto AG davon wusste, nahm die bundesdeutsche Fußballnationalmannschaft an der in Argentinien ausgetragenen Fußball-Weltmeisterschaft 1978 teil. Beachtet werden muss dabei jedoch, dass eine offensichtliche Nutzung der gewonnenen Informationen mit hoher Wahrscheinlichkeit eine Enttarnung der politisch höchst sensiblen und für die beteiligten Nachrichtendienste äußerst bedeutenden Operation zur Folge gehabt hätte.
Recherchen des ZDF zeigen, dass die Schwächen der Algorithmen in den manipulierten Geräten auch durch gegnerische Nachrichtendienste ausgenutzt werden konnten. Dem Ministerium für Staatssicherheit der DDR und dem KGB war es in den 1980er Jahren gelungen, die Verschlüsselung türkischer diplomatischer Berichte durchgehend zu entziffern und diese dadurch mitzulesen. Die Türkei war auch einer der Staaten, die Verschlüsselungsgeräte mit geschwächten Schlüsseln bei unter anderem der Crypto AG gekauft hat. Somit gefährdeten die an Bündnispartner gelieferten geschwächten Kryptoprodukte durch das erhöhte Risiko der Abschöpfung der Informationen durch Dritte letztlich auch die Sicherheit des Bündnisses als Ganzes.

## Untersuchungen
Der Schweizer Bundesrat beschloss am 15. Januar 2020, den ehemaligen Bundesrichter Niklaus Oberholzer mit einer Untersuchung zu betrauen. Am 13. Februar 2020 wurde zudem eine Untersuchung durch die Geschäftsprüfungsdelegation (GPDel) des Parlaments unter GPDel-Präsident Alfred Heer eingeleitet. Die GPDel entschied, die Untersuchungen des Bundesrats von Niklaus Oberholzer mit ihrer zusammenzulegen, Oberholzer arbeitet unter Federführung der GPDel weiter. Manche Parlamentarier forderten eine Parlamentarische Untersuchungskommission (PUK), welche über mehr Kompetenzen verfügen würde. Das Büro des Nationalrats sprach sich vorerst gegen eine PUK aus, erst solle der Bericht der GPDel abgewartet werden. Der Bericht wurde am 10. November 2020 veröffentlicht. Nicht veröffentlicht wird jedoch der Bericht, welcher von Niklaus Oberholzer im Auftrag der GPDel erstellt wurde. Aus dem Bericht geht unter anderem hervor, dass der Strategische Nachrichtendienst (SND) ab dem Jahr 1993 wusste, dass ausländische Nachrichtendienste hinter der Crypto AG standen; jedoch stritten sowohl der Bundesrat wie auch die Führung des Nachrichtendienstes ab, von dieser Tatsache Kenntnis zu haben. Die GPDel warf in der Folge die Frage auf, warum der Bundesrat in einer Sache, welche die Schweizer Neutralität auf eine massive Weise gefährdet, nicht informiert wurde – oder sich nicht informieren lassen wollte. Der Schweizer Bundesrat wurde gebeten, bis zum 1. Juni 2021 Stellung zu den Ausführungen und Empfehlungen der GPDel zu nehmen. Während der Untersuchung des GPDel wurde bekannt, dass neben der Crypto AG weitere Unternehmen manipulierte Chiffriergeräte verkauften.
Im Mai 2021 wurde bekannt, dass Jean-Philippe Gaudin seinen Posten als Chef des Schweizer Nachrichtendienstes NDB Ende August 2021 beenden werde, da er den Bundesrat zu spät über die Affäre informiert habe und das Vertrauensverhältnis zerrüttet sei.

### Videos
- Operation Rubikon: Wie BND und CIA die Welt belauschten. ZDF, Frontal 21, 11. Februar 2020 (12 min)
- Weltweite Spionage-Operation mit Schweizer Firma aufgedeckt. SRF 1, Rundschau, 12. Februar 2020 (srf.ch, 100 min; Youtube.com, 53 min).
- «Unmöglich, dass die Schweiz davon nichts wusste», SRF, 6. März 2020 (Text und Video)
- Operation Rubikon  bei crew united
- Operation Rubikon in der ZDFmediathek (59 min)
- Vortrag des Crypto Museums (97 min, englisch, 2020).